# Speusippo, Elasippo, Melasippo e Leonilla
Speusippo, Elasippo, Melasippo e Leonilla furono quattro cristiani uccisi in Cappadocia; sono venerati come martiri e santi dalla Chiesa cattolica e dalla Chiesa ortodossa.

## Agiografia
Speusippo, Elasippo e Melesippo erano tre fratelli gemelli, mentre Leonilla era la loro nonna (o zia, in alcune versioni). Essi vennero martirizzati in Cappadocia, probabilmente sotto il regno di Marco Aurelio, quindi nel II secolo.
Una delle versioni della storia racconta che fu Leonilla a convertire al cristianesimo i tre nipoti, i quali cominciarono quindi a testimoniare pubblicamente e con fervore la propria fede e a distruggere gli idoli pagani, venendo per questo arrestati. Il giudice li fece imprigionare e fece mandare da loro Leonilla perché li convincesse ad abiurare, ma lei li esortò invece a restare saldi; interrogatili nuovamente e trovato che la loro fede era ancora più convinta, il giudice li fece quindi impiccare, flagellare e bruciare. Al vedere il loro supplizio, una donna dalla folla di nome Jovilla annunciò a sua volta di essere cristiana, e venne quindi decapitata assieme a Leonilla (in alcune versioni questa donna, chiamata Junilla, è la madre dei tre fratelli).
I nomi dei santi occorrono talvolta con alcune variazioni: Melesippo o Meleusippo per Melasippo, Eleusippo per Elasippo, Neonilla per Leonilla.

## Culto

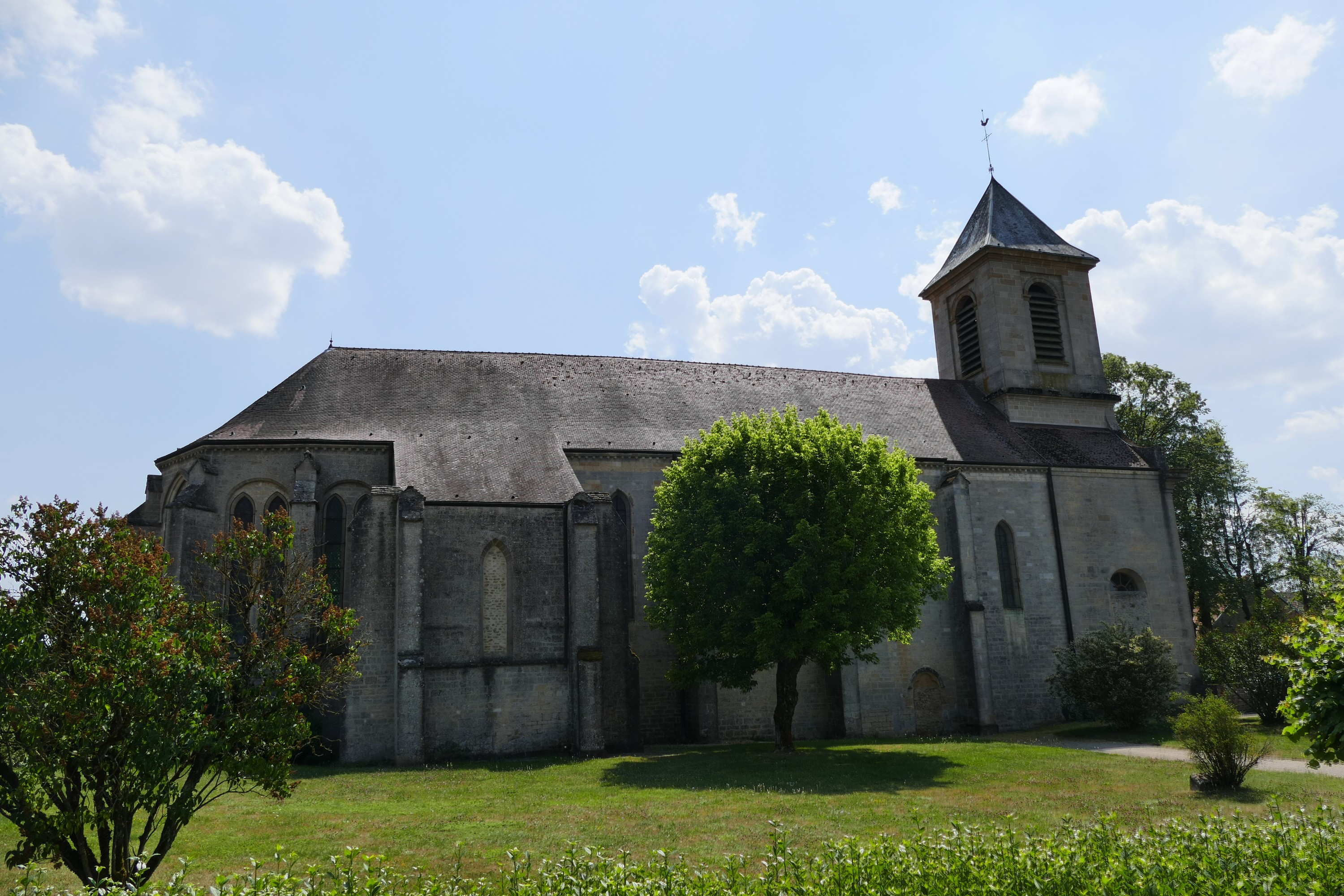
L'Église des Trois-Jumeaux a Saints-Geosmes

Secondo alcune versioni, i loro atti sarebbero stati scritti da un certo san Neo, anch'egli poi martirizzato; la loro versione più antica, ad ogni modo, risulta essere quella pubblicata da Rosweyde e Bollandus. Una copia di questa agiografia, redatta da un certo Varnahair di Langres e spedita a san Cerauno, vescovo di Parigi, affermava falsamente che il loro martirio sarebbe avvenuto proprio a Langres, un errore ereditato poi da varie altre versioni della passio, inclusa quella di Adone.
Le reliquie di questi martiri, assieme alla testa di san Mamete, vennero donate dall'imperatore Zenone ad un nobile di Langres che aveva servito sotto di lui durante le crociate, il quale le portò nella sua città nell'anno 490; esse vennero suddivise tra la cattedrale di San Mamete (dove finirono per essere scambiate per reliquie di Azaria, Anania e Misaele) e l'odierna Église des Trois-Jumeaux (Chiesa dei Tre Gemelli) a Saints-Geosmes, poco lontano da Langres. Successivamente, Ariolfo ed Erlolfo, vescovi di Langres, fecero traslare gran parte delle reliquie in Svevia, dove sono tuttora conservate nella chiesa di San Vito di Ellwangen (nell'odierno Baden-Württemberg).
Speusippo, Eleusippo, Meleusippo e Leonilla sono compatroni della diocesi di Langres, nonché titolari di varie chiese in Francia e Germania.